# Robert FitzRoy
Robert FitzRoy, a veces Fitz Roy o Fitz-Roy, (Suffolk, Inglaterra, 5 de julio de 1805-Surrey, Inglaterra, 30 de abril de 1865) fue un oficial de la Marina Real Británica que alcanzó el grado de vicealmirante y que logró fama duradera por haber sido el comandante del HMS Beagle durante el famoso viaje de Charles Darwin alrededor del mundo (1831-1836).
Fue pionero de las observaciones meteorológicas e hizo de la predicción del tiempo una realidad. Fue también un experto navegante e hidrógrafo y gobernador de Nueva Zelanda desde 1843 a 1845.

## Primeros años
Nació en Ampton, Suffolk, Inglaterra, el 5 de julio de 1805. Por ambos padres estaba relacionado con los más altos escalones de la aristocracia británica. Su padre, el general Charles FitzRoy, era hijo del tercer duque de Grafton, bisnieto del rey Carlos II de Inglaterra. Su madre, Anne Frances Stewart, fue la hija mayor del primer marqués de Londonderry y medio hermana del vizconde Castlereagh. En febrero de 1818, a los doce años de edad, entró a la Royal Naval Academy, Portsmouth y al año siguiente a la Marina Real Británica.

## Inicios de su carrera naval
A la edad de catorce años se embarcó como estudiante voluntario en la fragata HMS Owen Glendower, en la que a mediados de 1820 navegó a Sudamérica regresando a Inglaterra en enero de 1822. En el mismo buque fue nombrado guardiamarina y luego transbordado al HMS Hind en el que terminó su curso con distinción. El 7 de septiembre de 1824 fue ascendido a teniente luego de pasar un examen que aprobó con la más alta calificación (100 %, porcentaje nunca antes logrado). Su primer destino como teniente fue el HMS Tetis y en agosto de 1828 fue designado ayudante de órdenes del contralmirante Robert Otway, comandante en jefe de la Estación Sudamericana a bordo del HMS Ganges. Tres meses después fue designado comandante del HMS Beagle, nave que realizaba levantamientos hidrográficos en las costas meridionales de América del Sur.

## Comandante del HMS Beagle – Primer viaje
En 1823 el Almirantazgo británico ordenó que dos buques fueran preparados para inspeccionar las costas meridionales de América del Sur. En mayo de 1826 el HMS Adventure y el HMS Beagle estuvieron listos para cumplir la comisión. El HMS Adventure fue puesto bajo el mando del comandante Phillip Parker King, que además tenía el cargo de hidrógrafo y comandante en jefe de la expedición. El HMS Beagle estaba al mando del comandante Pringle Stokes.
El 12 de agosto de 1828 el comandante Pringle Stokes falleció después de haber intentado suicidarse de un tiro en su camarote doce días antes. Parker King nombró en su lugar al teniente W.G. Skyring, segundo comandante del HMS Beagle, pero en noviembre de 1828 el contraalmirante Robert Otway, nombró como comandante en propiedad del HMS Beagle al teniente Robert Fitz-Roy que tenía entonces veintitrés años de edad.
Bajo su mando el HMS Beagle efectuó trabajos hidrográficos en la zona del canal Magdalena, en la parte sur de los archipiélagos que están al sur del estrecho de Magallanes, alcanzando las islas Diego Ramírez y el cabo de Hornos, descubrieron el canal Beagle. En febrero de 1830 un grupo de indígenas kawésqar robó un bote que el HMS Beagle no pudo recuperar y en represalia Fitz-Roy embarcó a tres rehenes, kawésqar, y luego en mayo embarcó un cuarto joven de la tribu yagán. Decidió llevarlos hasta Inglaterra y traerlos de regreso en una próxima oportunidad luego de que hubieran aprendido el idioma inglés y otras materias propias de la civilización occidental, les asignó los siguientes nombres y edades: York Minster 26, Boat Memory 20, Jemmy Button 14 (yagán), Fuegia Basket (una niña) 9.
El 6 de agosto de 1830 el HMS Beagle y el HMS Adventure zarparon de Río de Janeiro hacia Inglaterra fondeando el 14 de octubre del mismo año en Plymouth. El HMS Beagle fue desmantelado y pasó a la reserva.

## Comandante del HMS Beagle – Segundo viaje
Con fecha 27 de junio de 1831 fue nombrado nuevamente comandante del HMS Beagle y debió alistarlo para una larga comisión. Debería continuar los trabajos hidrográficos en Sudamérica, en la costa de la Patagonia oriental entre el Río de La Plata y el Estrecho de Magallanes, el canal Beagle y el canal Ballenero, terminar algunos trabajos en el Estrecho de Magallanes y seguir a Concepción o Valparaíso. Llevar de regreso a los fueguinos a su lugar de origen, determinar rutas hacia los puertos de las islas Malvinas e islas Galápagos. Finalmente debía dirigirse a Tahití y a Port Jackson en Australia para verificar la marcha de los cronómetros. Debería efectuar una inspección geológica de un atolón de coral en el océano Pacífico y regresar a Inglaterra cruzando el cabo de Buena Esperanza.
Fitz Roy dio cabal cumplimiento a las tareas asignadas para lo cual zarpó de Plymouth el 27 de diciembre de 1831 y fondeó en Río de Janeiro el 4 de abril de 1832. El 22 de agosto de 1832 comenzó los trabajos hidrográficos desde el Río de la Plata al sur. En diciembre recaló a Tierra del Fuego, el 23 de enero de 1833 desembarcó a los tres fueguinos en Wulaia (Boat Memory había muerto en Inglaterra). El 9 de junio el HMS Beagle zarpó de puerto del Hambre hacia Chiloé fondeando en San Carlos de Ancud el 27 de junio de 1834. Fitz Roy permaneció en Chile hasta fines de julio de 1835, efectuado múltiples levantamientos de su costa. Participó activamente en el rescate de la tripulación del HMS Challenger que había varado el 19 de mayo de 1835 en la punta Morguilla cerca de la desembocadura del río Lebu. El 9 de agosto arribó a El Callao donde permaneció hasta el 7 de septiembre fecha en que zarpó rumbo a las islas Galápagos. Permaneció en las Galápagos desde 15 de septiembre al 20 de octubre, luego zarpó rumbo a Tahití. Del 15 al 19 de noviembre permaneció en Tahití, del 21 al 30 de diciembre en Nueva Zelanda del 11 de enero de 1836 al 13 de marzo en Australia, del 31 de marzo al 12 de abril en las islas Keeling investigando los bancos de coral, el 29 de abril fondeó en puerto Louis en islas Mauricio, el 9 de mayo fondeó en bahía Simón en el cabo de Buena Esperanza, luego continuó a la isla Santa Helena, a Ascensión, Salvador de Bahía, Pernambuco, Cabo Verde, las Azores y fondeó en Falmouth el 2 de octubre de 1836 después de una ausencia de cuatro años y nueve meses de Inglaterra.
En este viaje Fitz-Roy tuvo como compañero de cámara al joven naturalista Charles Darwin, quien durante el viaje comenzó a esbozar su célebre teoría de la evolución lo cual hizo del HMS Beagle una de las naves más conocidas de la Edad Contemporánea.

### Al regreso del viaje
El 8 de diciembre de 1836, Fitz Roy se casó con Mary Henrietta O'Brien una joven con la cual había estado comprometido por mucho tiempo, tuvieron tres hijas y un hijo. Darwin se sorprendió de este matrimonio pues Fitz Roy, durante el tiempo que estuvieron juntos nunca le habló de esta relación.
En 1837 fue galardonado con una medalla de oro por la Royal Geographical Society por su colaboración con esta. Para apreciar el espíritu que animaba a Fitz Roy como investigador, espíritu que lo hizo merecedor del reconocimiento del mundo científico británico, bastaría leer los dos volúmenes de sus narraciones como comandante del HMS Beagle. Esto escribió en su Diario de Viaje durante su primer viaje: 

«Puede haber metal en muchas de las montañas fueguinas, y lamenté mucho que ninguna persona de la dotación fuera experta en mineralogía, o por lo menos familiarizado con la geología. Es una lástima que tan buenas oportunidades de conocer la naturaleza de las rocas y del terreno de estas regiones se hayan casi perdido.
No pude evitar pensar a menudo en el talento y la experiencia requerida para tales investigaciones científicas, de las cuales nosotros carecíamos completamente, por lo que íntimamente resolví que si alguna vez tuviera que dejar Inglaterra en una expedición similar, trataría de llevar una persona calificada para examinar la tierra, mientras los oficiales y yo mismo, nos dedicaríamos a la hidrografía» 

. 
 
En 1839 editó en tres volúmenes la narración de los viajes de levantamiento de los barcos HMS Adventure y HMS Beagle, efectuados entre los años 1826 y 1836, que describen la inspección de las costas meridionales de Sudamérica y la circunnavegación del mundo por el HMS Beagle. Al publicar estos trabajos, Fitz Roy especificó que lo hizo autorizado por el comandante P. Parker King que comandó la expedición entre los años 1826 y 1830.
En 1841, Fitzroy fue elegido miembro del Parlamento por Durham y nombrado Conservador de río Mersey en 1842.

## Gobernador de Nueva Zelanda
El primer gobernador general de Nueva Zelanda, William Hobson, murió en 1842 y la Sociedad de la Iglesia Misionera, con fuerte presencia en el país, sugirió a Fitz Roy como su sucesor. Fitz Roy se trasladó en el Bangalore a Sídney y de allí a Nueva Zelanda con su esposa, tres niños y su suegro, arribando a Auckland el 23 de diciembre de 1843.
Sus instrucciones eran mantener el orden y proteger a los maoríes, como también satisfacer los requerimientos de tierras que hacían los colonos que continuaban llegando al país. Se le dieron escasos medios militares y los recursos del gobierno, provenientes principalmente de los derechos de aduana, fueron de una insuficiencia lamentable.
Una de sus primeras tareas fue investigar las circunstancias que rodearon la masacre de Wairau ocurrida poco antes de su arribo al país, el 17 de junio de 1843, y que fue el primer enfrentamiento armado entre los maoríes y los colonos británicos luego del tratado de Waitangi. En el incidente murieron cuatro maoríes y tres fueron heridos, mientras que por el lado británico murieron veintidós colonos y cinco fueron heridos. Doce de los británicos fueron muertos después que se habían rendido. Fitz Roy encontró que las acciones de los colonos habían sido ilegales y sabiamente se negó a tomar cualquiera acción contra los maoríes lo que fue fuertemente criticado por los colonos y la compañía New Zealand. Como resultado de la investigación nombró un superintendente para la zona. También insistió en que la compañía New Zealand debería pagar un precio justo y realista por las tierras que decían haber comprado. Todo lo anterior lo hicieron muy impopular.
La venta de tierras fue un asunto permanentemente desagradable. Los colonos estaban dispuestos a comprar tierras y algunos de los maoríes a venderlas, pero en virtud del tratado de Waitangi, la venta de tierras sólo se podía efectuar si el gobierno actuaba como intermediario, lo cual resultaba extremadamente lento. Fitz Roy cambió la regla permitiéndole a los colonos comprar directamente, sujeto a pagar un impuesto de diez chelines por acre. Sin embargo, el sistema resultó más lento de lo esperado por lo que Fitz Roy, para cubrir el déficit financiero subió los derechos de aduana, el que luego reemplazó por un derecho de propiedad y un impuesto a los ingresos. Todos estos sistemas fallaron y antes que el gobierno cayera en la bancarrota, Fitz Roy se vio obligado a emitir papel moneda sin respaldo.
Mientras tanto, los maoríes del extremo norte, alrededor de Bay of islands, que habían sido los primeros en firmar el Tratado de Waitangi, se sentían cada vez más marginados y resentidos por los cambios que habían tenido lugar en Nueva Zelanda. Para mostrar su resentimiento, Hone Heke derribó el asta de la bandera en Kororareka. FitzRoy, en lugar de abordar los problemas, ordenó que el asta fuera levantada nuevamente. Hone Heke la derribó de nuevo, cuatro veces en total, por lo que a la cuarta ocasión comenzó la primera guerra de Nueva Zelanda, a veces llamada la Guerra de la Bandera o la Guerra del Norte.
Pronto se hizo evidente que FitzRoy no tenía los recursos para lograr un rápido fin de la guerra. Mientras tanto, los portavoces de la compañía New Zealand, activos en Gran Bretaña, presentaron ante la Cámara de los Comunes que la gobernación de FitzRoy era muy débil. Como resultado, poco después fue llamado y sustituido por George Grey, entonces gobernador de Australia del Sur. A Grey se le dio el respaldo y apoyo que a FitzRoy se le negó.

## Últimos años en la Armada
De regreso en Inglaterra, en septiembre de 1848 fue nombrado superintendente del Astillero Real, en Woolwich, y el 14 de marzo de 1849 se le dio el mando de la fragata HMS Arrogant, su último mando a flote. En 1851 se retiró del servicio activo, en parte por enfermedad. Ese mismo año fue elegido como miembro de la Royal Society con el apoyo de trece de sus miembros, entre ellos Charles Darwin. Nombramiento que lo llenó de alegría y orgullo.

## Jefe del departamento de meteorología
En 1854 por recomendación del vicealmirante Francis Beaufort y del presidente de la Royal Society, fue designado jefe de un nuevo departamento del Board of Trade que se dedicaría a recolectar los datos del tiempo en la mar, como un servicio a la navegación y cuyo título fue "Estadísticas meteorológicas del Board of Trade". Esta pequeña oficina fue la precursora de la Oficina Meteorológica del Reino Unido, la Met Office.
En 1861 Fitz Roy estableció una red de quince estaciones costeras que proporcionaban a las naves en la mar, mediante avisos visuales, el estado del tiempo.

## El origen de las especies
Cuando El origen de las especies fue publicado, Fitz Roy, al parecer, se sintió traicionado y culpable en parte por el desarrollo de la teoría. Siete meses después de la publicación del libro el 30 de junio de 1860, tuvo lugar en el museo de la Universidad de Oxford, lo que la posteridad ha llamado el "Debate de la evolución en Oxford 1860".
Varios destacados científicos y filósofos británicos, Thomas Henry Huxley, Samuel Wilberforce, Benajamin Brodie, Joseph Dalton Hooker y Robert Fitz Roy, entre otros, se reunieron para debatir sobre la teoría de Darwin. Durante el debate Fitz Roy atacó el libro y levantando una inmensa Biblia primero con ambas manos y luego con una mano sobre su cabeza, solemnemente imploró a la audiencia que creyeran en Dios en lugar del hombre.

## Últimos años
En 1854 después de la muerte de su primera esposa, se casó en Londres con María Isabella Smyth con quien tuvo una hija. Fitz Roy ya retirado, en 1863, fue ascendido por antigüedad al grado de vicealmirante. En 1865 debido a una depresión, se suicidó. Está enterrado en el frontis de la iglesia All Saints en Upper Norwood, Londres.

## Legado
Fitz Roy al morir había agotado toda su fortuna en gastos públicos. Cuando esto se conoció, su amigo Bartholomew Sulivan, vicealmirante que había navegado bajo su mando al comienzo de su carrera naval, en el segundo viaje del HMS Beagle, convenció al gobierno británico que proveyera a su viuda de un fondo de tres mil libras esterlinas, fondo al cual Darwin agregó otras cien libras. Además la reina Victoria permitió que su viuda e hija ocuparan habitaciones del palacio Hampton Court hasta su muerte.
Su libro Instrucciones para navegar por Sud América llevó al destacado marino e hidrógrafo chileno Francisco Hudson a inferir la posible existencia de una ruta de navegación continua por las aguas interiores de los canales patagónicos chilenos y fue el primero en darse cuenta de que el istmo de Ofqui lo hacía imposible.
En reconocimiento de sus exploraciones y viajes, llevan su nombre, entre otros, el monte Fitz Roy, en la frontera entre Chile y Argentina; la isla Fitz Roy, situada entre la península de Taitao y las islas Humos y Simpson, en la Región de Aysén, en el sur de Chile; el canal Fitz Roy, que une los senos Otway y Skyring en la Región de Magallanes, en el sur de Chile; la bahía Fitz Roy, situada entre las islas Gilbert y Londonderry; el islote Fitz Roy, situado al SE de la isla Diego, en el canal Cockburn, todos ellos ubicados también en la referida Región de Magallanes. Asimismo lo llevan el río Fitzroy, en el norte de Australia, y el asentamiento Fitzroy en Lafonia, en la isla Soledad, perteneciente al archipiélago de las Malvinas. También fue nombrado en su honor la conífera de Sud América Fitzroya cupressoides, conocida como alerce, su nombre común el alerce. Darwin nombró en su honor una especie de delfín, Delphinus fitzroyi, pero luego se aclaró que era el ya clasificado Lagenorhynchus obscurus.
El 4 de febrero de 2002, cuando fue necesario renombrar el área de pronósticos marítimos Finisterre para que no se confundiera con la península española del mismo nombre, la Oficina Meteorológica del Reino Unido designó el área con el nombre de "Fitz Roy" en homenaje a su fundador.

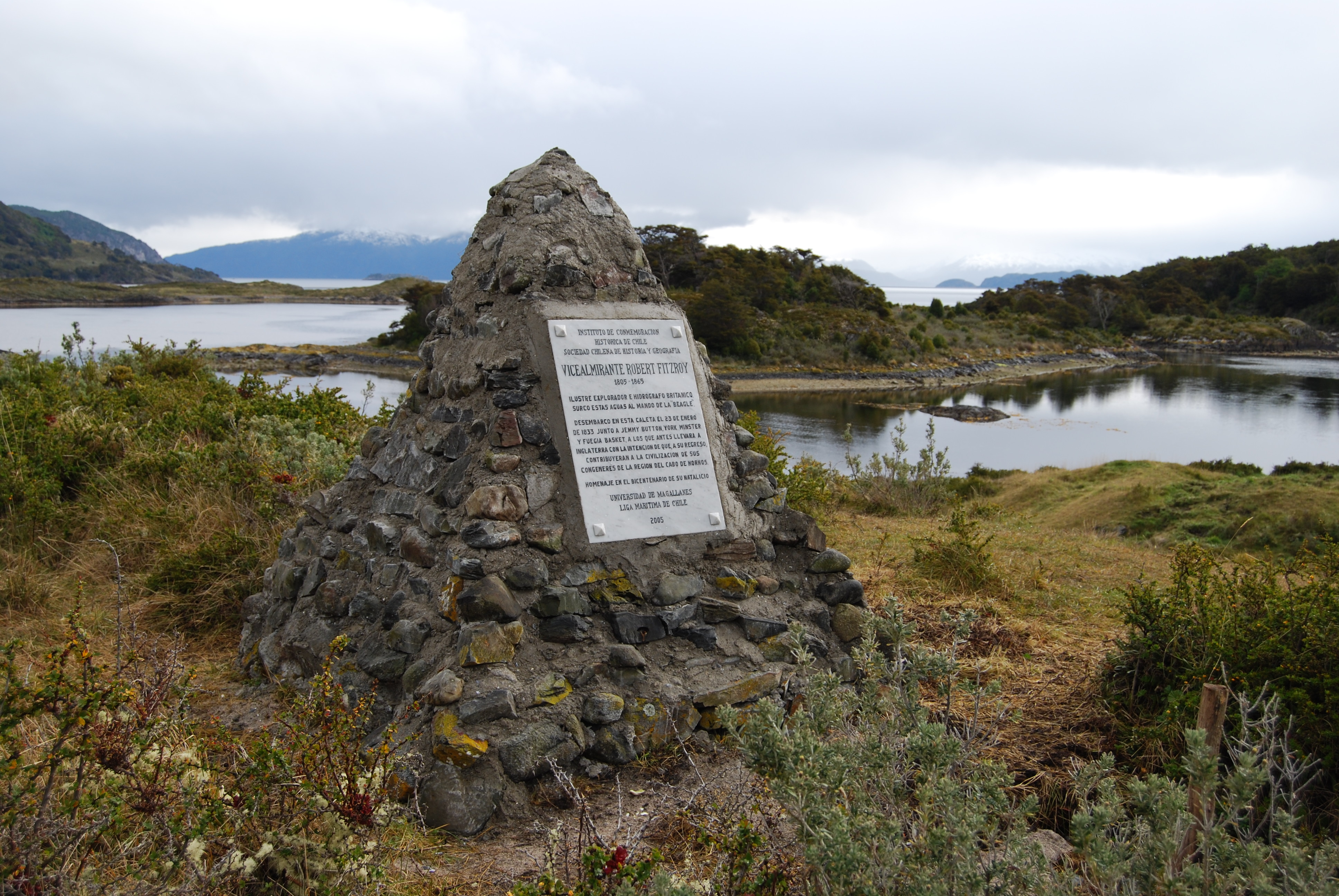
Túmulo y placa conmemorativa puesta en Wulaia en 2005.

Con motivo del bicentenario de su nacimiento, en el año 2005, el Museo Antropológico Martín Gusinde de Puerto Williams, la isla Hornos y caleta Wulaia recibieron sendas placas conmemorativas de su paso por dichos lugares del extremo austral de Chile. 
En la Universidad de Plymouth se le recuerda con el edificio Fitzroy, ocupado por la escuela de Tierra, Mar y Ciencias ambientales.